# Sesbania tomentosa
Espèce
Classification phylogénétique
Sesbania tomentosa, appelée ʻōhai, est une espèce de plantes à fleurs de la famille des Fabaceae endémique d'Hawaï.